# Orde van Sint-Gregorius de Grote

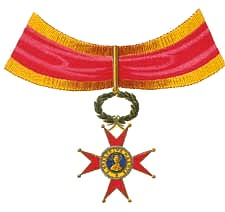
Kruis van een commandeur in de Gregoriusorde

De Orde van Sint-Gregorius de Grote, ook wel de Gregoriusorde genoemd (Latijn: Ordo Sancti Gregorii Magni, Italiaans: Ordine di San Gregorio), is een ridderorde van de Heilige Stoel en wordt aan verdienstelijke katholieke leken, maar ook aan niet-katholieken, in de gehele wereld uitgereikt.

## Geschiedenis
De orde werd op 1 september 1831 door paus Gregorius XVI ingesteld als een beloning voor de te hulp geschoten Oostenrijkse officieren en de tijdens het revolutiejaar 1830 trouw gebleven inwoners van de Pauselijke Staat. De naam verwijst naar paus Gregorius I (590-604).
De sinds 1905 in een militaire en civiele divisie verdeelde orde kent vier graden en wordt sinds de reorganisatie van de Orde in 1905 verleend voor "onwankelbare trouw tentoongespreid tijdens de aan de Heilige Stoel betoonde verdiensten".
In 1831 kreeg de orde vier graden. De paus decreteerde dat er ridders-grootkruis in twee graden zouden zijn. Op 30 mei 1834 werd in een bul vastgelegd welke uniformen de leden zouden dragen en welke plaats zij aan het pauselijk hof en in processies zouden innemen.
Op 7 februari 1905 verving paus Pius X het tweede Grootkruis door de rang van commandeur met Ster oftewel grootofficier.

## Versierselen
Het kleinood is een roodgeëmailleerd gouden achtpuntig kruis met gouden ballen op de acht punten. Als verhoging dragen militairen een trofee en burgers een lauwerkrans.
De grootkruisen en grootofficieren dragen een kruis op een, in grootte verschillende, zilveren ster.
Op het blauwe medaillon aan de voorzijde is in goud de Heilig verklaarde paus afgebeeld met op de gouden ring de woorden "S. Gregorius Magnus" en op het medaillon van de keerzijde staat "Pro Deo et Principe" (voor God en vorst).
Het lint is rood met brede gele biezen.

## Decoratiebeleid
De orde van Sint-Gregorius wordt, ongeacht geloofsovertuiging, verleend aan hen die in interdiocesaan of landelijk verband opmerkelijke verdiensten hebben geleverd voor geloof, kerk of maatschappij:
- ridder in de Orde van Sint-Gregorius de Grote (equites), voor degenen die zich interdiocesaan of landelijk bijzonder verdienstelijk hebben gemaakt voor geloof en/of kerk en maatschappij;
- commandeur in de Orde van Sint-Gregorius de Grote, voor degene die zich op buitengewone wijze verdienstelijk heeft gemaakt voor geloof en/of Kerk en maatschappij, waarvan de betekenis zich uitstrekt tot kerkprovinciaal of landelijk niveau (commendatores);
- commandeur met Ster in de Orde van Sint-Gregorius de Grote (commendatores);
- ridder-grootkruis in de Orde van Sint-Gregorius de Grote (equites a Magna Cruce), een zelden uitgereikte onderscheiding.

## Belgen in de Orde
- Fernand Collin, hoogleraar, ondernemer en bankier
- Jean-Baptiste Charles de Bethune, architect
- Henri de Brouckère, politicus
- Etienne de Gerlache, politicus
- Kamiel D'Hooghe, organist
- André Demedts, schrijver
- Godefroid Kurth, historicus
- Vaast Leysen, ondernemer
- Paul Lindemans, landbouwkundig ingenieur, antropoloog
- Ferdinand Portmans, burgemeester van Hasselt, senator
- Joseph Ryelandt, componist
- Alfons Siffer, drukker, uitgever en politicus
- Pierre Thielemans, componist, dirigent en organist
- Edgar Tinel, componist
- Alice von Hildebrand, theologe en filosofe

## Nederlanders in de Orde
- Andreas Oomen (1893-1971), Ridder 1961, longarts (gepromoveerd op Turberculose, 1932), directeur-geneesheer sanatorium te Horn, voorzitter KVP Utrecht, voorzitter St. Vincentius vereniging, secr. Kath. Artsenvereniging
- Maria Martens, Lid Europees Parlement en Eerste Kamer. Tevens ridder in de Orde van Oranje Nassau
- Dionisius Cornelis Petrus van de Pavoordt (1919-1998), onderscheiden als commandeur voor zijn vele verdiensten aan de bisdommen van Haarlem en Rotterdam, zakenman
- Piet Aalberse, politicus, in 1960 onderscheiden als commandeur
- Antoine Arts, Pauselijk Zoeaaf, politicus
- Henri Bogaerts, opgenomen in de orde in september 1877, onder meer voor zijn uitvinding van reproductietechnieken voor schilderijen en fotoportretten Peinture Bogaerts;[1]
- Eduardus Borret (1816-1867), politicus en minister
- Matthieu Borsboom, vice-admiraal b.d., commandeur, bij zijn afscheid als voorzitter van het VFonds op 21-9-2023.
- Joop van Bree (1933-2003), voorzitter Pensioenfonds Bisdommen, in 1998 opgenomen in de orde. Tevens officier in de Orde van Oranje Nassau (1986)
- Pierre Cuypers, architect, ridder o.a. vanwege het ontwerp van de Basiliek van de H.H. Agatha en Barbara te Oudenbosch;
- Willem Dreesmann (ridder in 1912), katholiek zakenman en begunstiger van de Katholieke Kerk
- Willem Jozef Droesen, oud-Tweede Kamerlid, oud-voorzitter LLTB
- Pieter Eijssen (commandeur in 1950), jurist, vicepresident van de Hoge Raad der Nederlanden
- Joseph J.M. Ellis, ondernemer, bestuurder Spaar- en Beleenbank te Curaçao, lid comité van ontvangst van de Annakathedraal in Willemstad (ridder 1928)
- William Charles de la Try Ellis, Antilliaans rechtsgeleerde (ridder 1936)
- Jacobus H.M. Ellis, arts, officier van gezondheid 1e klasse Curaçao (ridder 1916)
- Carel Elsenburg, werd opgenomen in de orde in maart 1931, met name voor zijn betekenis als voorzitter van het Gezelschap van de Stille Omgang
- Maarten Elsenburg, ontving het commandeurschap op 25 november 2011, met name voor zijn inzet en voorzitterschap van het Gezelschap van de Stille Omgang
- Charles Estourgie, architect en actieve kracht bij het organiseren van de Nijmeegse Maria-Omgang
- Leo Fijen (ridder in 2017), Nederlands journalist;[2]
- Louis von Fisenne, politicus en advocaat
- Martin Frankort (ridder in 2017), econoom bisdom Roermond en Nederlandse Kerkprovincie;[3]
- Jos van Gennip, medeoprichter van Cebemo en oud-directeur van het Centraal Missie Commissariaat, werd in 2007 commandeur
- Hans de Goeij, oud-bestuursvoorzitter van de VNU
- Jacobus Groen Adrienszoon, Nederlands KVP-politicus en Tweede Kamerlid, in 1948 onderscheiden als ridder
- Piet van Haaren (1931-2021), grondlegger van Villa Pardoes, voorzitter Stichting Natuurpark De Efteling[4]
- Jo Hansen (1921-1984), Limburgs animator van volkscultuur en religieus leven;
- Ad Havermans, op 15 november 2009 voor zijn inzet als voorzitter van de stichting Vrienden van de Kerk der Friezen, de Nederlandstalige kerk in Rome[5]
- Louis van Heijst, directeur Grasso, benoemd tot commandeur op 15 november 1980 in Den Bosch
- André Hoekstra, notaris te Beverwijk, op 19 maart 2007 door bisschop Jos Punt uitgereikt in de Abdijkerk van de Benedictijnen te Egmond
- Jo Ivens, dirigent en organist, in oktober 2009 door bisschop Hans van den Hende uitgereikt in de Sint-Willibrordusbasiliek in Hulst
- François Henri van Kinschot, burgemeester, onderscheiden als commandeur voor zijn inzet voor het herstel van de Heilige Lodewijkkerk (Leiden);
- Jan Krol, burgemeester
- Eduard Joseph Corneille Marie de Kuijper, Gouverneur des Konings van het Hertogdom Limburg tijdens de roerige jaren 1874-1893 na de afscheiding van België en het toen vierlandenpunt met minivrijstaat Neutraal Moresnet
- Frans Joseph Johan Lodewijk van Lanschot (1909-1999), burgemeester van Geldrop en Den Dungen
- Ad Leys, ridder wegens verdiensten voor de religieuze instituten, verenigd in de Konferentie Nederlandse Religieuzen (KNR)
- Léon Lhoëst, industrieel
- Harry van Lieshout, politicus
- Henri Mannaerts (ridder in 1956), fabrikant, voorzitter Kamers van Koophandel, lid Provinciale Staten
- Willem Mengelberg, dirigent, in 1939 benoemd tot grootofficier
- Kees Middelhoff, radiojournalist en publicist
- Pieter Roelof Michaël, chirurg, hoogleraar Universiteit Groningen en Vrije Universiteit Amsterdam
- Henricus Nolet, burgemeester van Harenkarspel en Warmenhuizen
- Frits Oostvogel (1921-2016), huisarts en hoogleraar in de medische gerontologie en geriatrie Erasmus Universiteit Rotterdam
- Frits Philips, industrieel
- Josephus Franciscus Pieck (1893-1963), directeur-geneesheer van het St. Antoniushove en ereburger van Voorburg[6][7]
- Michel van der Plas, biograaf, journalist, literator, tekstschrijver
- Lilianne Ploumen, Nederlands oud-minister;[8][9]
- Kees Raedts, mijnbouwkundig ingenieur, directeur Oranje-Nassau Mijnen, politicus en historicus[10]
- Petrus Laurentius Regout, ondernemer, politicus en weldoener voor katholieke instellingen
- G.J.M. Sarlemijn, architect bij Evers & Sarlemijn, vanwege zijn verdienste als architect van kerkgebouwen
- Gabriël Smit, dichter en journalist
- Karel J.A.M. van Spaendonck
- Maria ter Steeg, in 2011 benoemd tot 'dame' (vrouwelijke variant van ridder); bekend van het Omroeppastoraat maar verder ook bestuurlijk actief in tal van katholieke organisaties
- Piet Steenkamp, katholieke hoogleraar en 'geestelijke vader' van het CDA, commandeur
- Thomas Steenkamp, president-directeur N.V. Uithoornse Bacon- en Conservenfabriek "De Hoorn"
- Henk Stieger, burgemeester
- Herman Strategier, componist, muziekpedagoog, dirigent en organist
- Joseph Timmers, kunsthistoricus, hoogleraar en museumdirecteur, in 1972 benoemd tot ridder
- Joop van der Ven, hoogleraar, voorzitter Antonius-Ziekenhuis Nieuwegein, commandeur, 1979
- Eduard van Voorst tot Voorst, burgemeester, benoemd tot commandeur
- Jos Vranken, Voorzitter Nederlandse Sint-Gregoriusvereniging
- Jan Vriends, natuurhistoricus, leraar, schrijver, verteller en grondlegger van het natuurmuseum in Asten (nu onderdeel van het Museum Klok & Peel)
- Cornelius Ludovicus de Wijkerslooth, heer van Schalkwijk en Weerdesteyn, bisschop, commandeur
- Johannes Wilhelmus Quint, na-oorlogse burgemeester van de gemeente Brunssum
- Kasper Donners, (ridder in 2021), accountant en kerkbestuurder, bij zijn afscheid als secretaris van het Verantwoordingsorgaan van het Pensioenfonds Nederlandse Bisdommen